# Кусманек фон Бургнойштедтен, Герман
Герман Кусманек фон Бургнойштедтен (нем. Hermann Kusmanek von Burgneustädten; 16 сентября 1860, Германштадт — 7 августа 1934, Вена), австро-венгерский генерал-полковник (1917). Военный деятель Австро-Венгрии, участник Первой мировой войны.

## Биография
Окончил Терезианскую военную академию, а в 1884 году — Академию Генштаба.
С 1894 года — на различных штабных должностях, с 1908 года командовал пехотными бригадами, с 1911 года — командир 28-й пехотной дивизии.
В январе 1914 года был назначен комендантом первоклассной австрийской крепости в Галиции — Перемышль.
С началом Первой мировой войны Кусманек начал энергичные действия по укреплению обороны Перемышля.
В связи с отступлением австро-венгерской армии, разбитой в Галицийской битве, началась эвакуация мирного населения из Перемышля. К крепости подошли русские войска.
3 октября русское командование потребовало сдачи крепости, и, получив отказ Кусманека, русские начали артобстрел крепости. С 5 октября русская пехота начала штурм Перемышля. 8 октября к крепости подошли полевые части австро-венгерской армии, и русские были вынуждены отступить. Осада была снята, однако вскоре австрийские войска снова отступили, и в ноябре началась вторая осада Перемышля.
К марту 1915 года в городе закончились запасы продовольствия, Кусманек предпринял последнюю попытку прорыва, однако она не увенчалась успехом. В городе были взорваны все мосты, уничтожены запасы продовольствия и оружия, после этого Кусманек подписал капитуляцию Перемышля.
В русский плен сдались 9 австро-венгерских генералов, в том числе и сам Кусманек. Также русские захватили около 120 000 пленных австро-венгерских солдат и 900 орудий (по другим данным 1050 орудий).
После пленения Кусманек находился в русском лагере для военнопленных, в феврале 1918 года после подписания Брестского мира был освобождён и вернулся в Австро-Венгрию.
Австрийская пропаганда назвала Кусманека «Львом Перемышля», однако нового назначения генерал не получил и вскоре вышел в отставку.